# Hollie Doyle
Hollie Doyle, née le 11 octobre 1996, est une jockey britannique, spécialiste des courses de plat.

## Biographie
Originaire de Herefordshire en ouest de l’Angleterre, fille d’un jockey irlandais d'obstacle et d'une cavalière qui montait des pur-sang arabes en course, Doyle se lance dans le circuit des courses de poneys à l'âge de neuf ans. En 2014 elle devient apprentie chez l'entraîneur Richard Hannon, Jr.
Elle gagne pour la première fois au niveau des courses de groupe en juillet 2020 (avec Dame Malliot dans le Princess of Wales’s Stakes à Hippodrome de Newmarket, Gr.2) et s'offre son premier groupe 1 en octobre 2020 (avec Glenshiel dans le British Champions Sprint Stakes à Ascot), devenant la troisième femme à s'imposer à ce niveau en Angleterre. Le 19 Juin 2022 Doyle, en selle sur la troisième des Oaks Nashwa, remporte le Prix de Diane (Gr.1) à Chantilly et devient la première femme à s'imposer dans un grand classique européen. Elle s'approprie et améliore à plusieurs reprises le record féminin du nombre de victoires en une année et se classe régulièrement dans le top 10 du classement des jockeys britanniques. 
Ses performances et son rôle de pionnière parmi les femmes jockey lui valent de nombreuses récompenses, y compris par-delà les frontières du monde des courses hippiques. Elle a reçu plusieurs Lester Awards (les trophées honorant les meilleurs jockeys britanniques, nommés ainsi en hommage à Lester Piggott) dont celui de meilleur jockey en 2020. En décembre de la même année, elle est désignée sportive de l'année par le Sunday Times et termine troisième de l'élection par le public de la "BBC Sports Personality of the Year" derrière Lewis Hamilton et Jordan Henderson. 
Hollie Doyle se marie le 21 mars 2022 avec le jockey Tom Marquand. 

## Palmarès (groupe 1)
Royaume-Uni
- British Champions Sprint Stakes – 1 – Glen Shiel (2020)
- Goodwood Cup – 1 – Trueshan (2021)
- Nassau Stakes – 1 – Nashwa (2022)
- King's Stand Stakes – 1 – Bradsell (2023)
- Falmouth Stakes – 1 – Nashwa (2023)
- Nunthorpe Stakes – 1 – Bradsell (2024)

 France
- Prix de Diane – 1 – Nashwa (2022)
- Prix de l'Abbaye de Longchamp – 1 – The Platinium Queen (2022)
- Prix du Cadran – 1 – Trueshan (2023)

 Irlande
- Flying Five Stakes – 1 – Bradsell (2024)